# Zeta Eridani
Zeta Eridani (Zibal, 13 Eridanus) é uma estrela na direção da constelação de Eridanus. Possui uma ascensão reta de 03h 15m 50.03s e uma declinação de −08° 49′ 11.4″. Sua magnitude aparente é igual a 4.80. Considerando sua distância de 120 anos-luz em relação à Terra, sua magnitude absoluta é igual a 1.97. Pertence à classe espectral A5m.